# Nuvola di etichette

Nuvola di etichette relazionati con la parola Web 2.0

Una nuvola di etichette, o di parole (in inglese: tag cloud, o word cloud), è una rappresentazione visiva di etichette (tag) o parole-chiave usate in un sito web.
In genere, questa lista è presentata in ordine alfabetico, con la peculiare caratteristica di attribuire un font di dimensioni più grandi alle parole più importanti. Si tratta quindi di una lista pesata.
Le nuvole di tag costituiscono un nuovo elemento di interfaccia per gli architetti dell'informazione, che le possono utilizzare per progettare navigazioni alternative all'interno di un sito web.
Il peso delle etichette (o tag), che viene reso con caratteri di dimensioni diverse, è inteso esclusivamente come frequenza di utilizzo all'interno del sito. Più grande il carattere, maggiore la frequenza della parola-chiave.
Le nuvole di termini che non siano tag, o il cui peso sia da intendersi in un senso diverso (ad esempio, il numero di volte in cui tali termini sono stati visualizzati da visitatori del sito), non sono nuvole di tag.

## Data cloud

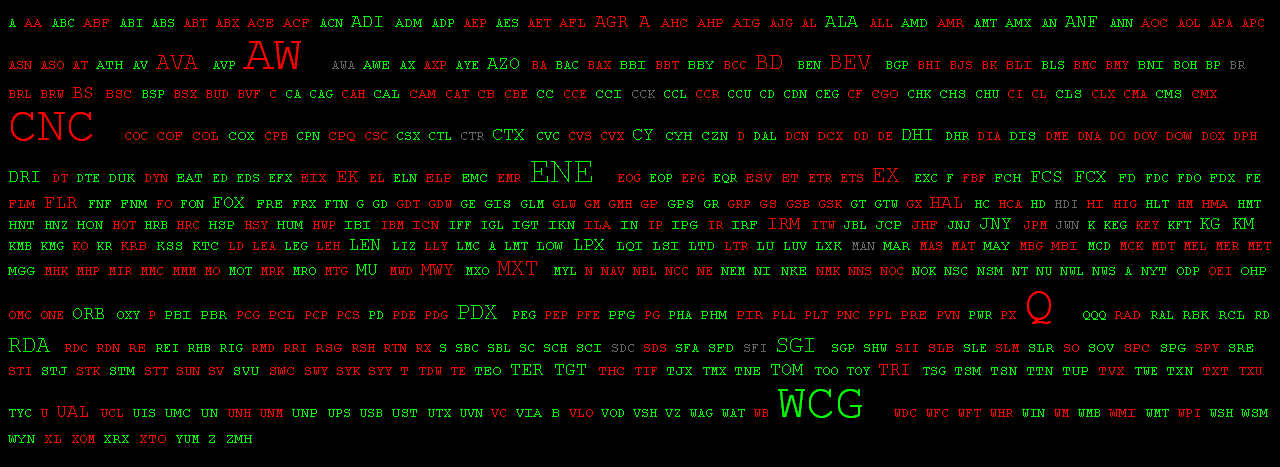
Una nuvola di dati che mostra il movimento del prezzo delle azioni. Il colore indica una variazione positiva o negativa, la dimensione del carattere indica una variazione percentuale.

Un data cloud o dati cloud (nuvola di dati) è un display di dati che utilizza la dimensione del carattere e/o il colore per indicare i valori numerici. È simile a un tag cloud ma invece del conteggio delle parole mostra dati come la popolazione o i prezzi di borsa.

## Text cloud
Una nuvola di testo o una nuvola di parole (text cloud) è una visualizzazione della frequenza delle parole in un determinato testo come elenco ponderato. La tecnica è stata usata per visualizzare il contenuto di attualità dei discorsi politici.

## Tipi

### Frequenza
Nel primo tipo, la dimensione rappresenta il numero di volte in cui il tag è stato applicato a un singolo elemento. Questo è utile come mezzo per visualizzare metadati su un elemento che è stato democraticamente "votato" e dove non si desiderano risultati precisi.

### Significato
Invece della frequenza, la dimensione può essere utilizzata per rappresentare il significato delle parole e delle occorrenze di parole, rispetto a un corpus di sfondo (ad esempio, rispetto a tutto il testo in Wikipedia). Questo approccio non può essere utilizzato da solo, ma si basa sul confronto delle frequenze dei documenti con le distribuzioni previste.

### Classificazione
Nel terzo tipo i tag vengono utilizzati come metodo di categorizzazione per gli elementi di contenuto. I tag sono rappresentati in una nuvola in cui i tag più grandi rappresentano la quantità di elementi di contenuto in quella categoria.
Esistono alcuni approcci per costruire gruppi di tag invece di nuvole di tag, ad esempio applicando co-occorrenze di tag nei documenti.

## Nuvola collocata
Estendendo i principi di una nuvola di testo, una nuvola collocata fornisce una vista più mirata di un documento o di un corpus. Invece di riassumere un intero documento, essa esamina l'utilizzo di una parola particolare. La nuvola risultante contiene le parole che vengono spesso utilizzate insieme alla parola di ricerca. Esse sono formattate per mostrare la frequenza (come dimensione) e l'intensità della collocazione (come luminosità). Ciò fornisce modi interattivi per navigare ed esplorare la lingua.

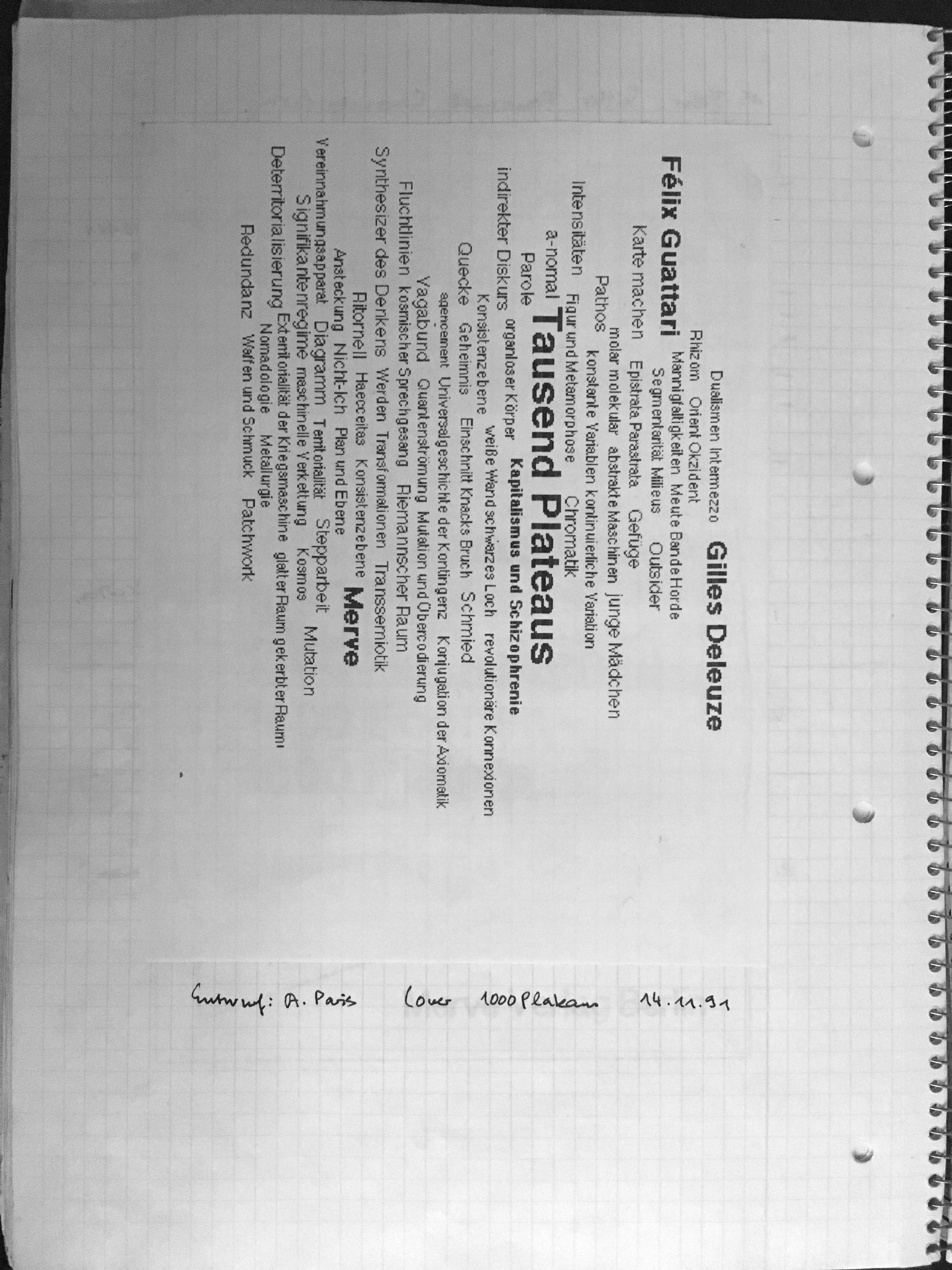
Heidi Paris: prima bozza di copertina per l'edizione tedesca di "A Thousand Plateaus" di Gilles Deleuze e Fèlix Guattari, datata 14 novembre 1991

## Creazione
Per frequenze più piccole è possibile specificare direttamente le dimensioni dei caratteri, da una a qualunque sia la dimensione massima dei caratteri.
Per valori maggiori, dovrebbe essere effettuato un ridimensionamento. In una normalizzazione lineare, il peso {\displaystyle t_{i}} di un descrittore è mappato su una scala di dimensioni da 1 a f , dove {\displaystyle t_{\min }} e {\displaystyle t_{\max }} specificano la gamma di pesi disponibili.
{\displaystyle s_{i}=\left\lceil {\frac {f_{\max }\cdot (t_{i}-t_{\min })}{t_{\max }-t_{\min }}}\right\rceil } for {\displaystyle t_{i}>t_{\min }}; else {\displaystyle s_{i}=1}
- {\displaystyle s_{i}}: visualizza la dimensione del carattere
- {\displaystyle f_{\max }}: max. dimensione del font
- {\displaystyle t_{i}}: conteggio
- {\displaystyle t_{\min }}: conteggio minimo
- {\displaystyle t_{\max }}: conteggio massimo

Poiché il numero di elementi indicizzati per descrittore è solitamente distribuito secondo una legge di potenza, per intervalli di valori più ampi, ha senso una rappresentazione logaritmica.

## Influenza sulla SEO
Lo scopo principale delle nuvole di tag è migliorare la SEO di un sito web tuttavia Matt Cutts afferma:
Personalmente tendo ad allontanarmi un po' dall'uso dei tag cloud. Non è che di solito causino danni, anche se se ne hai un sacco e possono ostacolare i tuoi sforzi perché può apparire un po' come se fosse un riempimento di parole chiave. Quindi, sentiti libero di usarli, ma pensa a questo tipo di fattori ogni volta che decidi quanto sono grandi i tuoi tag cloud, quali tecnologie usare, quali tag usare, tutto quel genere di cose. Matt Cutts, Head of Search Quality - Team di Google

## Struttura
Esempio di tag cloud HTML:
```
<
ul
 
class
=
"tags"
>

  
<
li
>
Word1
</
li
>

  
<
li
>
Word2
</
li
>

  
<
li
>
Word3
</
li
>

  
<
li
>
aWord4 
</
li
>

  
<
li
>
Word5
</
li
>

</
ul
>

```

Formattazione:
```
.
tag
:
nth-of-type
(
4n
+
1
)
 
.
tag__link
:
focus
,

.
tag
:
nth-of-type
(
4n
+
1
)
 
.
tag__link
:
hover
 
{

  
box-shadow
:
 
inset
 
0
 
-1.3
em
 
0
 
0
 
#ffd560
;

}

.
tag
:
nth-of-type
(
4n
+
2
)
 
.
tag__link
:
focus
,

.
tag
:
nth-of-type
(
4n
+
2
)
 
.
tag__link
:
hover
 
{

  
box-shadow
:
 
inset
 
0
 
-1.3
em
 
0
 
0
 
#ee4266
;

}

.
tag
:
nth-of-type
(
4n
+
3
)
 
.
tag__link
:
focus
,

.
tag
:
nth-of-type
(
4n
+
3
)
 
.
tag__link
:
hover
 
{

  
box-shadow
:
 
inset
 
0
 
-1.3
em
 
0
 
0
 
#9e88f7
;

}

```

Animazione con CSS:
```
#
all
 
{

  
margin
:
 
160
px
 
auto
;

  
width
:
 
100
px
;

  
height
:
 
100
px
;

  
-webkit-
animation
:
 
grow
 
4
s
;

  
-webkit-
animation-delay
:
0.5
s
;

  
animation-fill-mode
:
 
forwards
;

}

```

Esempio di tag cloud in un sito dinamico in PHP:
```
<?php
 
wp_tag_cloud
(
 
array
(

   
'smallest'
 
=>
 
8
,
 
//

   
'largest'
  
=>
 
22
,
 
// 

   
'unit'
     
=>
 
'px'
,
 
// 

   
'number'
   
=>
 
45
,
 
// 

   
'orderby'
  
=>
 
'name'
,
 
// 

   
'order'
    
=>
 
'ASC'
,
 
// 

   
'taxonomy'
 
=>
 
'post_tag'
 
// 

)
 
);
 
?>

```